# Goxhill
Goxhill – wieś w Anglii, w hrabstwie ceremonialnym Lincolnshire, w dystrykcie (unitary authority) North Lincolnshire. Leży 52 km na północ od Lincoln i 242 km na północ od Londynu.
W 2001 miejscowość liczyła 1994 mieszkańców.